# Recovery Is Possible Linux
Recovery Is Possible (RIP) este o distribuție specializată Linux care include un număr mare de aplicații pentru recuperarea datelor și funcționarea sistemului de fișiere.  Distribuția este folosită de utilizatori experimentați. 